# Phylloicus farri
Phylloicus farri är en nattsländeart som beskrevs av Oliver S. Flint Jr. 1968. Phylloicus farri ingår i släktet Phylloicus och familjen Calamoceratidae. Inga underarter finns listade i Catalogue of Life.